# Tovarystvo zjednanych slovjan
Tovarystvo zjednanych slovjan (Oekraïens: Товариство з'єднаних слов'ян) of Obsjtsjestvo sojedinjonnych slavjan (Russisch: Общество соединённых славян) ("Genootschap van verenigde Slaven") was een clandestiene revolutionaire organisatie die begin 1823 in Novohrad-Volynsky (Russische keizerrijk) werd opgericht.
Binnen de deze organisatie speelden in Wolhynië gelegerde Oekraïense officieren een hoofdrol, met name de broers Petro Borysov en A. Borysov. Ook de Poolse revolutionair Julian Lubliński was een van de oprichters, die samen met de Oekraïner Horbatsjevsky het ideologisch duo vormde van de organisatie.

## Doelen en middelen
De vereniging had vier belangrijke doelen: de bevrijding van de Slaven van buitenlandse overheersing, de afschaffing van de monarchie, een vreedzaam samenleven van de Slavische naties en uiteindelijk een federatie van democratische Slavische republieken. Onderdeel van deze federatie zouden moeten zijn de Slavische en naburige volken van Rusland, Oekraïne, Wit-Rusland, Polen, Hongarije, Bohemen, Kroatië, Dalmatië, Servië en Moravië.
Daarnaast had de vereniging enkele sociale doelstellingen: afschaffing van het lijfeigenschap en het verminderen van de klassenongelijkheid. Voor de weg naar deze doelen zou volgende de vereniging een revolutie onvermijdelijk zijn.

## Einde en nalatenschap
In de periode 1825-1826 kwam er een eind aan de vereniging. In 1825 sloot de vereniging zich aan bij de Joezjnoje obstsjestvo, onderdeel van de Decembristen-beweging. In 1926 deden veel leden van de vereniging zeer actief mee aan de opstand van het Tsjernihiv-regiment in Trylisy. Deze mislukte echter waarna veel leden van de vereniging werden veroordeeld tot dwangarbeid in Siberië. De ideeën van de vereniging leefden echter voort in de Kyrylo-Metodiivske bratstvo (Cyrillus en Methodius-broederschap), een eveneens hervormingsgezinde clandestiene beweging die zich baseerde op christelijke principes.

## Bron
- (en)  Encyclopedia of Ukraine